# 克劳斯-迪特尔·彼得森
克劳斯-迪特尔·彼得森（德語：Klaus-Dieter Petersen，1968年11月6日—），德国男子手球运动员。他曾代表德国参加1992年、1996年、2000年和2004年夏季奥林匹克运动会手球比赛，其中2004年奥运会获得一枚银牌。